# Jan de Jong (voetballer)
Jan de Jong (Dordrecht, 20 augustus 1946) is een voormalig doelman van DFC en NAC Breda.
Jan de Jong debuteert begin jaren zestig in het betaalde voetbal bij DFC uit zijn geboorteplaats Dordrecht. Met de Dordtenaren promoveert de doelman in het seizoen 1965/1966 naar de eerste divisie. In 1971 maakt De Jong de overstap naar NAC, waar hij uitgroeit tot een betrouwbare sluitpost. Hij speelt uiteindelijk acht seizoenen in de eredivisie met de Bredanaars en komt daarin tot 238 wedstrijden.
Hoogtepunt in al die jaren is de winst van de KNVB Beker in 1973. In de tweede ronde van dat toernooi is De Jong beslissend door in de noodzakelijk geworden strafschoppenserie tegen Ajax twee strafschoppen te keren, waardoor NAC de toenmalige Europacup I-houder uit het toernooi stoot. In de finale tegen NEC is De Jong de grote uitblinker en houdt hij de Nijmegenaren van scoren af (2-0). Een jaar later staan De Jong en NAC weer in de finale, maar nu blijkt PSV veel te sterk (6-0). In 1978 beëindigt de Jong zijn actieve loopbaan in het betaalde voetbal.
Na zijn voetbalcarrière werkt De Jong jarenlang als belastingambtenaar en traint hij verschillende amateurclubs, waaronder VVGZ, De Alblas en Pelikaan. Daarna is hij vijftien jaar keeperstrainer bij FC Dordrecht, waar hij in 2010 afscheid neemt.